# Raízes múltiplas
Um número {\displaystyle \alpha \in \mathbb {C} } é dito raiz múltipla de um polinômio {\displaystyle p(x)\in R[x]}, {\displaystyle R\subseteq \mathbb {C} } subanel, se {\displaystyle (x-\alpha )^{n}} divide {\displaystyle p(x)} para algum {\displaystyle n\geq 2}. Se {\displaystyle (x-\alpha )^{n}} divide {\displaystyle p(x)} e {\displaystyle (x-\alpha )^{n+1}} não divide, então dizemos que a multiplicidade de {\displaystyle \alpha } é {\displaystyle n\in \mathbb {N} }.
| Polinômio                         | Forma Fatorada                 | Raízes                                           |
| --------------------------------- | ------------------------------ | ------------------------------------------------ |
| {\displaystyle x^{2}+2x+1}        | {\displaystyle (x+1)^{2}}      | -1, com multiplicidade 2                         |
| {\displaystyle x^{3}-5x^{2}+8x-4} | {\displaystyle (x-2)^{2}(x-1)} | 2, com multiplicidade 2 1, com multiplicidade 1  |
| {\displaystyle x^{2}+1}           | {\displaystyle (x-i)(x+i)}     | i, com multiplicidade 1 -i, com multiplicidade 1 |

Nos exemplos acima, é fácil identificar as raízes e as respectivas multiplicidades dos polinômios em sua forma fatorada. Além disso, podemos determinar diversas propriedades relacionadas com a multiplicidade das raízes de um polinômio. Por exemplo, um polinômio sobre {\displaystyle \mathbb {R} } que tem raízes múltiplas não é irredutível.
Um polinômio que têm raiz múltipla não é separável, por definição.